# دانشگاه لاذقیه

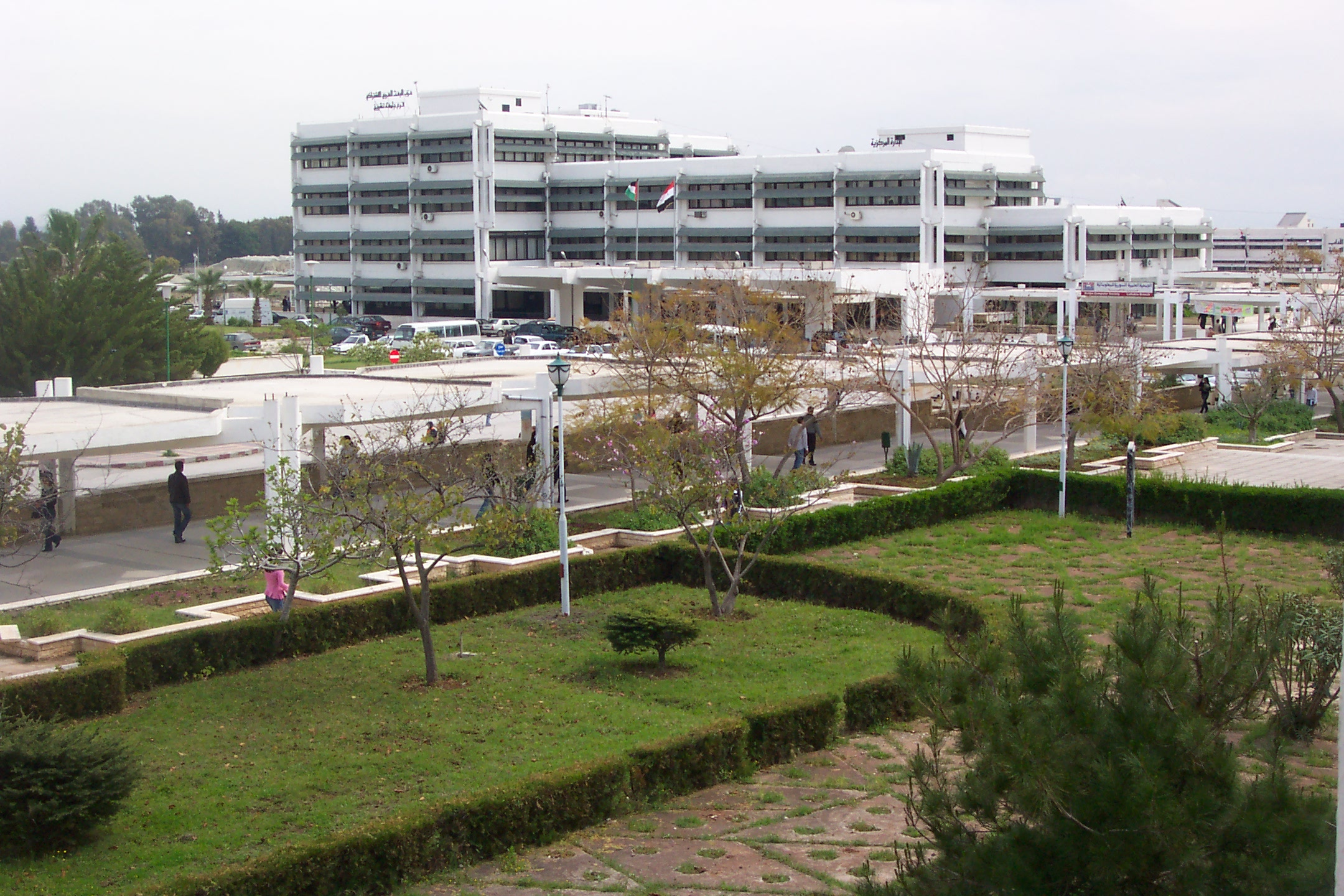
دانشگاه لاذقیه

دانشگاه لاذقیه (به عربی: جامعة اللاذقية) یک دانشگاه دولتی در سوریه است که در لاذقیه واقع شده‌است. قبل از سال ۱۹۷۵، این دانشگاه به نام دانشگاه تِشرین (به عربی: جامعة  تشرين) شناخته می‌شد؛ نام آن دانشگاه تشرین تغییر کرد که برگرفته از جنگ تشرین (اکتبر) میان اعراب و اسرائیل در ۱۹۷۳ است. رئیس دانشگاه بسام عبدالکریم حسن است.

## دانش‌آموختگان
- عمر ابراهیم غلاونجی[۴]
- یوحنا دهم یازجی[۵]